# Labergement-lès-Seurre
Labergement-lès-Seurre är en kommun i departementet Côte-d'Or i regionen Bourgogne-Franche-Comté i östra Frankrike. Kommunen ligger i kantonen Seurre som tillhör arrondissementet Beaune. År 2022 hade Labergement-lès-Seurre 1 012 invånare.

## Befolkningsutveckling
Antalet invånare i kommunen Labergement-lès-Seurre
Referens:INSEE